# Afropisaura
Genre
Afropisaura est un genre d'araignées aranéomorphes de la famille des Pisauridae.

## Distribution
Les espèces de ce genre se rencontrent en Afrique subsaharienne.

## Liste des espèces
Selon World Spider Catalog (version 17.0, 30/04/2016) :
- Afropisaura ducis (Strand, 1913)
- Afropisaura rothiformis (Strand, 1908)
- Afropisaura valida (Simon, 1886)

## Publication originale
- Blandin, 1976 : Études sur les Pisauridae africaines VI. Définition des genres Pisaura Simon, 1885, Pisaurellus Roewer, 1961, Afropisaura n. gen. et mise au point sur les espèces des genres Afropisaura and Pisaurellus (Araneae - Pisauridae - Pisaurinae). Revue Zoologique Africaine, vol. 90, no 4, p. 917-939 (texte intégral).